# مقاطعة كووك (تكساس)
مقاطعة كووك (بالإنجليزية: Cooke  County)‏ هي إحدى المقاطعات في ولاية تكساس، الولايات المتحدة الأمريكية.

## أعلام
- جون مارفن جونز